# Цугни
Цугни — село в Акушинском Дагестана. Административный центр Цугнинского сельсовета.

## Этимология
По местному преданию, название произошло от даргинского слова цуг — ровно, середина. Селение расположено, примерно, на середине склона хребта, разделяющего сюргинцев и акушинцев. Вероятно, первоначально это было названием местности.

## География
Село находится на берегу реки Цугнихерк (бассейн реки Дживус), на расстоянии 30 км к югу от села Акуша, административного центра района.

## История
До 1934 года село входило в состав Дахадаевского района.

## Население
| 1888 | 1895 | 1926 | 1939 | 1970 | 1989 | 2002 |
| ---- | ---- | ---- | ---- | ---- | ---- | ---- |
| 736  | ↘714 | ↘539 | ↗602 | ↘593 | ↗632 | ↗855 |
| 2010 | 2021 |      |      |      |      |      |
| ↘748 | ↗759 |      |      |      |      |      |

### Национальный состав
Моноэтническое даргинское село.

## Инфраструктура
В селе действует средняя школа.